# Roesbrugge-Haringe
Roesbrugge-Haringe är en ort i Belgien.   Den ligger i provinsen Västflandern och regionen Flandern, i den västra delen av landet, 120 km väster om huvudstaden Bryssel. Roesbrugge-Haringe ligger 4 meter över havet och antalet invånare är 1 105.
Terrängen runt Roesbrugge-Haringe är mycket platt, och sluttar norrut. Närmaste större samhälle är Poperinge, 10,1 km sydost om Roesbrugge-Haringe. 
Trakten runt Roesbrugge-Haringe består till största delen av jordbruksmark. Runt Roesbrugge-Haringe är det ganska tätbefolkat, med 160 invånare per kvadratkilometer.